# Matthew Charlton
Mathew Charlton (ur. 15 marca 1866 w Linton, zm. 8 grudnia 1948 w Lambton) – australijski polityk, w latach 1922–1928 przywódca Australijskiej Partii Pracy (ALP) i zarazem lider opozycji.

## Życiorys

### Kariera zawodowa i związkowa
Pochodził z miejscowości Linton w stanie Wiktoria, ale miał zaledwie 5 lat, gdy jego rodzina przeniosła się do Nowej Południowej Walii. Uzyskał wykształcenie podstawowe, po czym zaczął pracować jako górnik w kopalni węgla. W 1896, przy okazji strajków przeciwko obniżce płac, dołączył do jednego ze związków zawodowych. Po dwuletnim pobycie w Australii Zachodniej, w 1901 powrócił do Nowej Południowej Walii i został skarbnikiem swojego związku. Do jego obowiązków należało m.in. reprezentowanie organizacji w postępowaniach arbitrażowych dotyczących warunków pracy i płacy.

### Kariera polityczna
W 1903 został wybrany do Zgromadzenia Ustawodawczego Nowej Południowej Walii. Siedem lat później uzyskał mandat w federalnej Izbie Reprezentantów. Był bliskim stronnikiem labourzystowskich premierów Andrew Fishera i Billy’ego Hughesa, jednak nie wszedł do gabinetu żadnego z nich. W 1922, po śmierci Franka Tudora, wybrano go na nowego przywódcę ALP, co automatycznie dało mu status lidera opozycji. W 1924 był delegatem na konferencję Ligi Narodów w Genewie. Przyjęty na niej protokół genewski, jako pierwszy na świecie akt prawa międzynarodowego zakazujący stosowania broni chemicznej i broni biologicznej, nie został jednak ratyfikowany przez Australię. Jedyne wybory przypadające na okres jego przywództwa, w 1925, zakończyły się kolejną już porażką ALP. Charlton zrezygnował w marcu 1928. Jego następcą został James Scullin, pod którego wodzą partia powróciła do władzy.

### Późniejsze życie
W późniejszym okresie swego życia Charlton skupił się na pracy samorządowej, zasiadając w radzie miasteczka Lamdton, gdzie mieszkał. Zmarł w 1948, w wieku 82 lat. Od 1984 jego imię nosi jeden z okręgów wyborczych do Izby Reprezentantów.